# Sala y Gómez

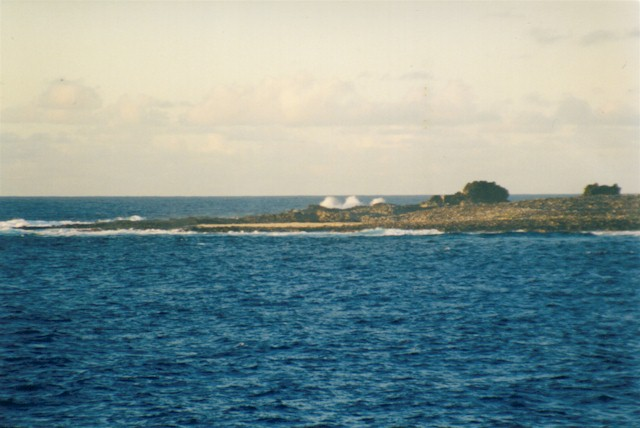
Ilha Sala y Gómez

Sala y Gómez é uma pequena ilha do Chile, na região de Valparaíso (26° 28′ S, 105° 28′ O), com 3 km². Está situada no oceano Pacífico, a 3 700 km do continente. De origem vulcânica, permanece desabitada. Foi descoberta em 1798.
É a ponta emersa de um maciço vulcânico submarino de 50 km de comprimento e 3 500 metros de altura desde o fundo do mar, sobre a Placa de Nazca. A ilha terá surgido entre as épocas do Plioceno e Pleistoceno, como concluíram estudos em rochas antigas, com cerca de 1,3 milhões de anos. Na superfície da ilha não existe actualmente nenhum conduto vulcânico.